# Entre-deux-Guiers
Entre-deux-Guiers – miejscowość i gmina we Francji, w regionie Owernia-Rodan-Alpy, w departamencie Isère.
Według danych na rok 1990 gminę zamieszkiwały 1544 osoby, a gęstość zaludnienia wynosiła 146 osób/km² (wśród 2880 gmin regionu Rodan-Alpy Entre-deux-Guiers plasuje się na 554. miejscu pod względem liczby ludności, natomiast pod względem powierzchni na miejscu 1077.).